# Dolina Skalistye Vorota
Dolina Skalistye Vorota (englische Transkription von russisch Долина Скалистые Ворота Dolina Skalistyje Worota, deutsch ‚Steinernes-Tor-Tal‘) ist ein Tal im ostantarktischen Mac-Robertson-Land. In den südlichen Prince Charles Mountains liegt es nordöstlich des Mount Ruker und des Mount Bird.
Russische Wissenschaftler benannten es.